# Gel di silice

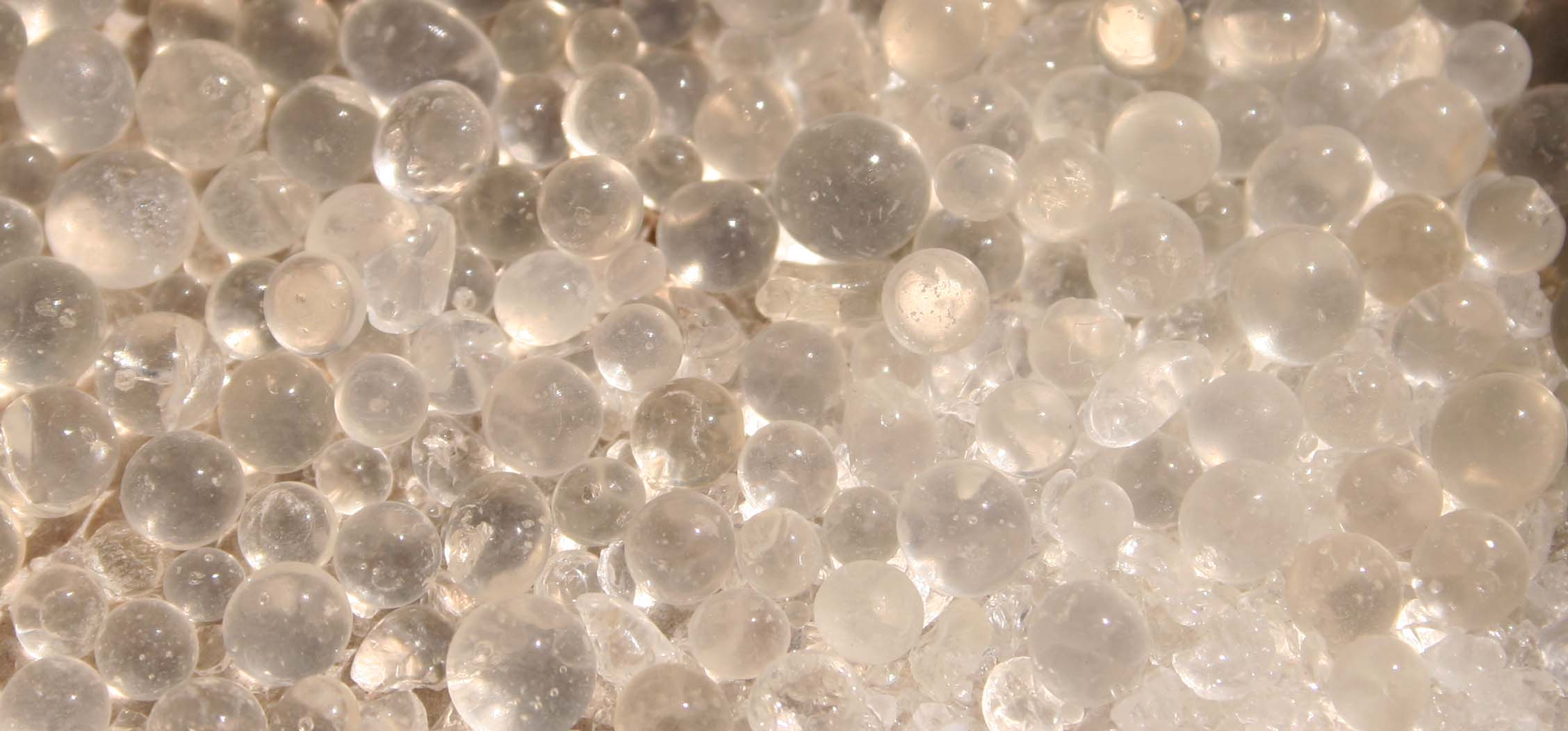
Perline di gel di silice

Il gel di silice, formalmente (SiO2)n, è il termine comunemente utilizzato per la silice colloidale, un polimero del diossido di silicio, quando sfruttata per le sue proprietà disidratanti ed estremamente adsorbenti.
Il composto viene prodotto acidificando una soluzione di silicato di sodio. La sospensione colloidale ottenuta, il cui grado di polimerizzazione dipende dalle condizioni chimico-fisiche mantenute durante il processo, lavata ed essiccata, fornisce un solido bianco, granulare, poroso e amorfo, con granulometria variabile da pochi millimetri fino a pochi micron, chiamato anche con il nome inglese silica gel, frequentemente stampigliato sulle bustine disidratanti inserite in svariate tipologie di prodotti commerciali, dall'elettronica di consumo ai prodotti farmaceutici, dove spesso viene alloggiato in una cavità del tappo di chiusura della confezione.

## Caratteristiche

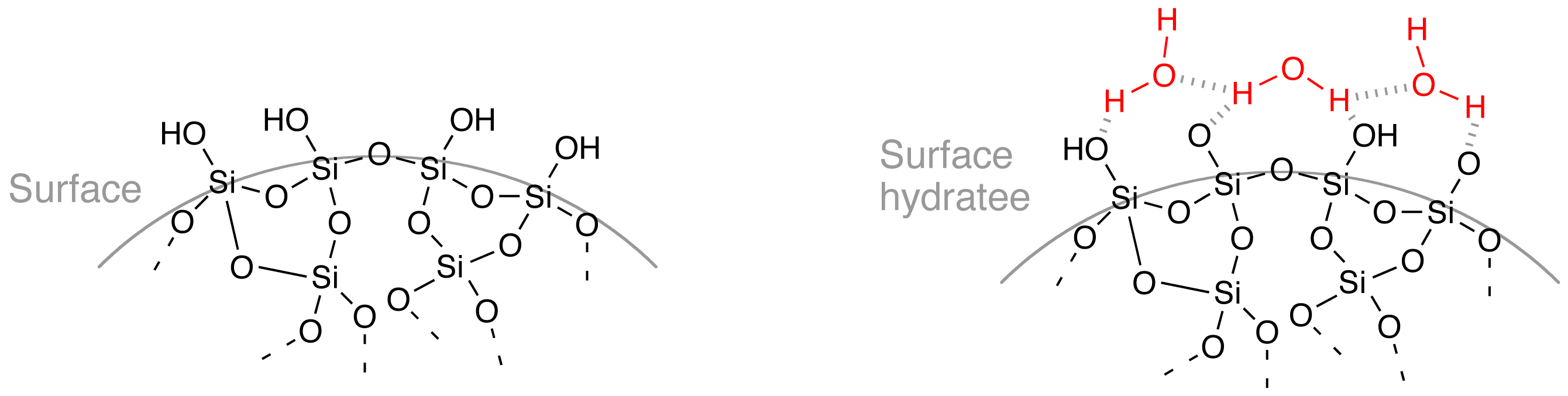
Superficie a livello molecolare del gel di silice secco e idratato

Presenta la caratteristica di essere un ottimo disidratante e pertanto viene utilizzato come essiccante e per il controllo locale dell'umidità (ad esempio nei deumidificatori). Nonostante la sua azione si chiami "essiccante", in realtà il processo chimico-fisico con cui il vapore acqueo viene sottratto all'aria consiste in un'operazione di adsorbimento: le molecole del vapore acqueo si legano alla superficie del gel di silice, che va intesa non solo come superficie esterna, ma anche come superficie in toto; il gel di silice infatti presenta una notevole porosità, e questo si traduce in una maggiore area totale disponibile allo scambio di materia, ovvero una velocità del processo di deumidificazione elevata. Indicativamente, il gel di silice può adsorbire acqua in ragione di circa un quinto del suo peso secco; il fenomeno è facilmente reversibile (almeno per alcune volte), perché il gel sottoposto a moderato riscaldamento rilascia l'acqua e torna nuovamente allo stato anidro.

## Usi

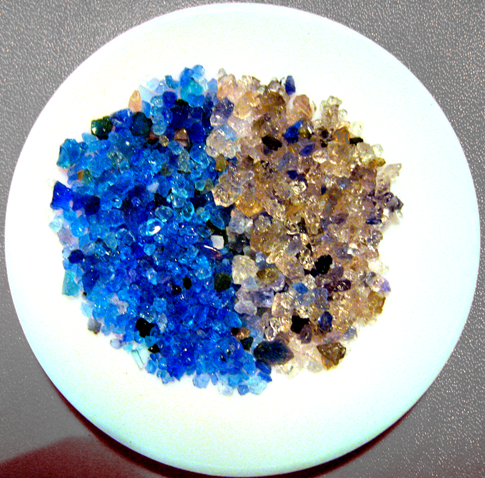
Grani di gel di silice di circa tre millimetri addizionato di cloruro di cobalto come indicatore, che si presenta giallo-rosa se idratato e azzurro da anidro

Trova utilizzo in chimica quale fase stazionaria per analisi cromatografica, a volte con inserimento di specifici gruppi chimici funzionali (in questo caso il composto cambierà conseguentemente nome e formulazione), come catalizzatore in sintesi industriali, come componente attivo negli essiccatori e in genere in tutti quei processi che richiedano un disidratante solido, di forza moderata, non tossico e di facile utilizzo.
In virtù del fatto che il processo di ritenzione dell'acqua è in equilibrio tra adsorbimento e rilascio della stessa, in giardinaggio è utile per tenere umide le radici ad esempio durante le vacanze, ponendo il gel sulla terra e pacciamando per evitare l'evaporazione. L'umidità viene ceduta molto lentamente e le radici non marciscono, come avverrebbe eccedendo direttamente con l'acqua.